# Cabinet Schröder II (Basse-Saxe)
Pour les articles homonymes, voir Cabinet Schröder.

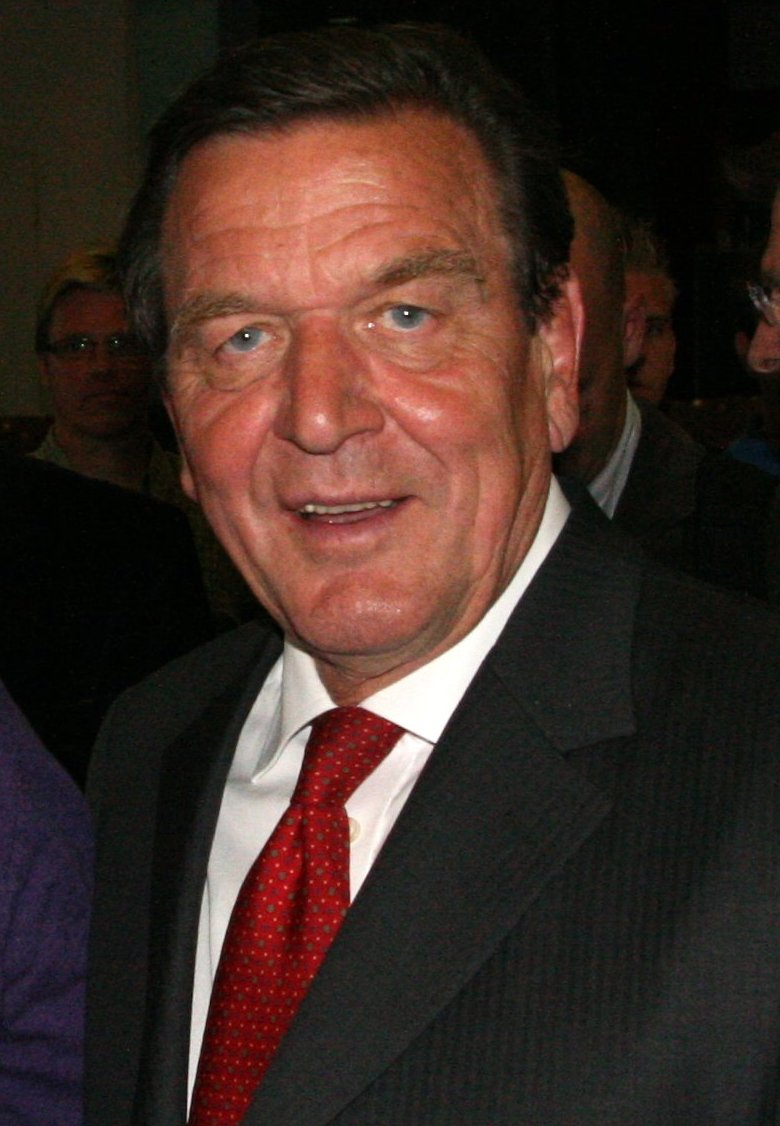
Gerhard Schröder

Le cabinet Schröder II était le gouvernement régional du Land de Basse-Saxe du 20 juin 1994 au 30 mars 1998, durant la treizième législature du Landtag. Dirigé par le Ministre-président social-démocrate Gerhard Schröder, il était soutenu par le seul Parti social-démocrate d'Allemagne (SPD), qui comptait 81 sièges sur 161.
Il a succédé au cabinet Schröder I, soutenu par une coalition rouge-verte entre le Parti social-démocrate d'Allemagne (SPD) et Les Verts, et a cédé sa place au cabinet Schröder III, constitué du seul SPD.

## Composition
| Poste                                                       | Ministre    | Ministre                            | Parti |
| ----------------------------------------------------------- | ----------- | ----------------------------------- | ----- |
| Ministre-président                                          |             | Gerhard Schröder                    | SPD   |
| Ministre de l'Intérieur Vice-Ministre-président             |             | Gerhard Glogowski                   | SPD   |
| Ministre de l'Économie, de la Technologie et des Transports |             | Peter Fischer (de)                  | SPD   |
| Ministre de l'Alimentation, de l'Agriculture et des Forêts  |             | Karl-Heinz Funke                    | SPD   |
| Ministre des Finances                                       |             | Hinrich Swieter jusqu'au 01/11/1996 | SPD   |
| Ministre des Finances                                       | Willi Waike |                                     | SPD   |
| Ministre de la Justice                                      |             | Heidrun Merk                        | SPD   |
| Ministre de l'Éducation                                     |             | Rolf Wernstedt                      | SPD   |
| Ministre de la Science et de la Culture                     |             | Helga Schuchardt                    | Sans  |
| Ministre de l'Environnement                                 |             | Monika Griefahn                     | SPD   |
| Ministre des Affaires sociales                              |             | Hinrich Swieter jusqu'au 15/10/1996 | SPD   |
| Ministre des Affaires sociales                              | Wolf Weber  |                                     | SPD   |
| Ministre des Femmes                                         |             | Christina Bührmann                  | SPD   |
| Ministre des Affaires européennes                           |             | Heidrun Merk à partir du 05/11/1996 | SPD   |